# 56 a. C.
El año 56 a. C. fue un año del calendario romano prejuliano. En la República romana, fue conocido como el año 698 Ab Urbe condita.

## Acontecimientos
- Julio César derrota a los Vénetos.
- Lucio Marcio Filipo y Cneo Cornelio Léntulo Marcelino, son elegidos cónsules de Roma.
- El 15 de abril, los tres generales políticos romanos del Primer Triunvirato, César, Pompeyo y Craso, se reúnen para llegar a un acuerdo informal en el denominado Convenio de Lucca, en la actual ciudad de Lucca, para reactivar su frágil alianza política y consolidar el creciente poder de los tres hombres en la República romana.
- Este año y el siguiente, Quinto Cecilio Metelo Nepote en Hispania Citerior y Sexto Quintilio Varo en Hispania Ulterior.[1]

## Fallecimientos
- Lucio Licinio Lúculo, político y militar romano.